# 그림자 먹는 개
《그림자 먹는 개》는 2018년에 개봉한 대한민국의 영화이다.

## 줄거리

##### 우리는 모두 매 순간 선택을 하며 살게 되고 그 선택에 따른 대가를 받게 된다!
북경에서 활동하는 50대 중반의 설치미술가 나모(김남오) 7년 전 뇌경색으로 쓰러진다. 아내(서갑숙)의 지극한 도움으로 재활의 과정을 거치지만 전처럼 작업을 할 수 없는 자신의 상태에 좌절한 나모(김남오)는 아내(서갑숙)의 희생과 마음을 보지 못하고 상처를 주게 된다. 결국 아내(서갑숙)는 지팡이에 의존해 걷던 나모(김남오)가 지팡이를 놓을 정도로 회복되자 아내(서갑숙)는 떠난다. 나모(김남오)는 왜 아내(서갑숙)가 떠난 것인지 전혀 이해하지 못한 채 자신만의 생각에 갇혀 몇 년의 시간을 보낸다.
어느덧 7년의 시간이 흘러, 나모(김남오)는 한 때 친형제처럼 지냈던 문수와 ‘그림자 먹는 개’라는 주제로 제주도 전시를 기획하게 되고 복잡한 심정으로 문수와 제주도에서 재회하게 된다.

## 캐스팅
- 서갑숙 : 갑숙 역
- 김남오 : 나모 역
- 방중현
- 민경진

## 같이 보기
- 2018년 대한민국의 영화 목록